# Annie Vigier & Franck Apertet
Annie Vigier & Franck Apertet (gegründet 1994 als les gens d’Uterpan) sind ein  französisches Künstlerduo. Annie Vigier (* 1965 in Gonesse) und Franck Apertet (* 1966 in Ugine) arbeiten  im Bereich Performance und Tanztheater. Sie leben in Paris.
Das Projekt X-Event arbeitet auf der Schnittstelle von darstellender Kunst und Plastik.
Ihre Arbeiten wurden an zahlreichen zeitgenössischen Theatern aufgeführt und in einer Vielzahl von Kunsträumen und Museen gezeigt, darunter das Musée d’art moderne de la Ville de Paris, das Centre Georges-Pompidou, die Nationalgalerie Prag, das Cultuurcentrum Strombeek Grimbergen, das CAC Brétigny, das CAC Vilnius, das Casino Luxembourg – Forum d’Art Contemporain, die Internationale Sinop Biennale, Städtisches Kunstmuseum Taipeh, das Zentrum für zeitgenössische Kunst, Gdańsk, das ACT Independent Theatre Festival in Sofia und die documenta 14 in Kassel und Athen.